# حبیب کوت
حبیب کوت (به انگلیسی: Habib Kot) یک روستا در پاکستان است که در ایالت سند واقع شده‌است.